# Governo ''ad interim'' iracheno
Il Governo "ad interim" iracheno è stato istituito dalla Coalizione multinazionale in Iraq, la quale è stata costituita dagli Stati Uniti con alcuni suoi alleati come governo provvisorio per amministrare l'Iraq fino alla redazione della nuova Costituzione in base alle elezioni parlamentari del 30 gennaio 2005 che avrebbero determinato la composizione dell'Assemblea nazionale. Il Governo "ad interim" stesso aveva preso il posto dell'Autorità Provvisoria di Coalizione e del Consiglio di governo iracheno il 28 giugno del 2004, per poi essere sostituito dal Governo di transizione iracheno il 3 maggio del 2005.

## Organizzazione

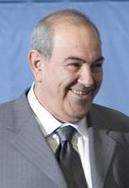
Il Primo ministro iracheno "ad interim", Iyad Allawi.

Il Governo "ad interim" iracheno è stato riconosciuto da Stati Uniti, Nazioni Unite, Lega Araba e da numerosi altri Paesi, come governo sovrano dell'Iraq. Gli USA lo considerarono come significativo potere de facto nel Paese e criticarono quanti vollero invece considerarlo come un organismo creato per compiacere gli Stati Uniti e i loro alleati della Coalizione, le cui forze militari rimasero in Iraq. La Coalizione promise che le sue truppe avrebbero lasciato l'Iraq se il nuovo governo, nel pieno delle sue responsabilità, lo avesse richiesto, ma nessuna richiesta fu fatta in tal senso.

### La Legge e il Capo del governo
Il Capo del governo fu il Primo ministro Iyad Allawi e il suo vice fu l'influente e carismatico Barham Salih. Il Presidente della Repubblica irachena fu Ghazi Mash'al Ajil al-Yawar. Tutti prestarono giuramento in una seconda cerimonia pubblica svoltasi il 28 giugno 2004, poco tempo dopo una cerimonia più ristretta e privata in cui Paul Bremer, Administrator dell'Autorità Provvisoria di Coalizione (di fatto il Governatore civile dell'Iraq, voluto dal Presidente USA George W. Bush), formalmente consegnò al responsabile della Giustizia, Midhat Mahmud, i documenti legali per il passaggio delle consegne.
In assenza di una Costituzione Permanente, il nuovo governo operò sotto la Legge d'amministrazione per lo Stato dell'Iraq nel periodo di transizione.
Allawi era stato un membro del precedente Consiglio di governo iracheno ed è stato prescelto dal Consiglio per diventare il Primo ministro ad interim dell'Iraq e governare il Paese a partire dalla riconsegna della sovranità all'Iraq da parte degli Stati Uniti (28 giugno 2004) fino alle elezioni nazionali, programmate per i primi del 2005.
Malgrado molti credessero che la decisione fosse stata raggiunta in gran parte grazie alle raccomandazioni delle Nazioni Unite ed all'opera dell'inviato speciale in Iraq Lakhdar Brahimi, il The New York Times riferì che Brahimi l'aveva appoggiata malvolentieri, dopo pressioni ricevute dalle autorità statunitensi, incluso Paul Bremer, il precedente Inviato Presidenziale degli USA in Iraq. Due settimane più tardi, Brahimi annunciò le proprie dimissioni, provocate da "grandi difficoltà e frustrazioni".
Allawi era spesso descritto come uno sciita "moderato", prescelto per il suo background secolare e per i suoi legami con gli Stati Uniti. Tuttavia, la sua immagine è stata in parte rovinata dai media che descrivevano Allawi come una marionetta nelle mani di Washington.

## Azioni del Governo "ad interim" iracheno
Dopo che il suo Governo ad interim assunse la custodia legale di Saddam Hussein ed ebbe reintrodotto la pena capitale, Allawi dette assicurazioni che non avrebbe interferito col processo e che avrebbe accettato qualsiasi decisione presa dalla Corte. In un'intervista televisiva con al Arabiya, basata a Dubai, ha dichiarato: "Per l'esecuzione, sarà compito della Corte decidere — fintanto che sia presa una decisione imparziale ed equa".

### "Precedenti" e accuse
A inizio luglio 2004, Allawi rilasciò una dichiarazione secondo cui il Governo iracheno ad interim ha fornito informazioni e intelligence per i bombardamenti aerei statunitensi con cariche esplosive da 220 e 450 chilogrammi condotti su Falluja in luglio. Successivamente annunciò nuove misure di sicurezza, tra cui il potere di imporre la legge marziale e coprifuoco, oltre alla formazione di una nuova unità intelligence di anti-terrorismo, la Direzione Generale di Sicurezza (in arabo: مديرية الامن العامة, Mudīriyyat al-Amn al-ʿĀmma). Allawi dichiarò la propria intenzione di reprimere l'insurrezione irachena, affermando di avere intenzione di "annichilire quei gruppi terroristici".
Il 17 luglio 2004, il quotidiano australiano The Sydney Morning Herald sostenne, citando due presunti testimoni oculari, che una settimana prima del passaggio della sovranità al Governo ad interim, Allawi abbia giustiziato di persona sei sospetti ribelli presso la stazione di polizia di Al-Amariyah, nella periferia sud-ovest di Baghdad. I testimoni riferirono che nell'occasione Allawi affermò che i sospettati fossero accusati di aver ucciso 50 cittadini iracheni ciascuno e che meritassero "anche peggio della morte", inoltre parrebbe abbia affermato che l'esecuzione avesse lo scopo di lanciare un chiaro messaggio alla polizia irachena sul modus operandi da attuare nei confronti degli insorti iracheni. All'esecuzione avrebbero presenziato una decina di poliziotti iracheni e quattro agenti americani appartenenti al team di sicurezza personale di Allawi, oltre al Ministro degli Interni iracheno, Falah al-Naqib. Sia l'ufficio di Allawi che al-Naqib stesso negarono il proprio coinvolgimento nella vicenda, nonostante questa narrativa sia suffragata anche da due fonti indipendenti . L'Ambasciatore per gli Stati Uniti in Iraq, John Negroponte non rigetto in maniera netta le accuse.
Il 18 luglio 2004, in risposta all'episodio, i militanti iracheni offrirono una ricompensa di 285.000 dollari a chiunque avesse ucciso Iyad Allawi.

### Le politiche di Allawi
Nell'agosto 2004, il Primo Ministro Allawi fece chiudere la sede di Al Jazeera in Iraq per trenta giorni. L'allora Ministro per gli Affari esteri Hoshyar Zebari espresse critiche per la "copertura mediatica non imparziale e di parte" e dichiarò che il Governo ad interim non avrebbe permesso "a delle persone di nascondersi dietro gli slogan di liberà di stampa e dei media." Allawi nominò anche un ex-membro del partito Baath ed ex-ufficiale dell'intelligence di Saddam Hussein, Ibrahim Janabi, come Direttore del Comitato superiore per i media, l'ente regolatore dei media iracheni. La messa al bando di Al Jazeera venne largamente criticata nel mondo arabo e in Occidente, ad esempio da Reporters senza frontiere che definì l'episodio come un "duro colpo alla libertà di stampa."
Le negoziazioni, che seguirono gli scontri tra le Brigate della Pace di Muqtada al-Sadr e le forze congiunte di Stati Uniti e Iraq nei pressi di Najaf, cessarono quando Allawi ritirò il proprio emissario Mouwaffaq al-Rubaie il 14 agosto 2004. Un portavoce di al-Sadr sostenne che avessero trovato un punto di incontro con Rubaie su tutti i punti di discussione, ma Allawi lo richiamò e terminò così la questione.

### Critiche
Il Primo ministro Allawi è stato criticato duramente dai membri del suo stesso governo. Il Ministro della giustizia, Malik Dohan al-Hassan rassegnò le dimissioni in seguito alla vicenda del mandato d'arresto emesso verso Ahmed Chalabi. Il Vicepresidente Ibrahim al-Jafari commentò così sugli attacchi contro al-Sadr: "La guerra è la scelta peggiore, ed è utilizzata solamente da un cattivo politico." Un altro ufficiale iracheno ha affermato: "qui ci sono dappertutto incendi che bruciano fuori dal controllo di terroristi e ribelli, e lui [ndr. Allawi] accende un nuovo falò a Najaf."
Mentre la strategia di "eliminare il movimento politico di Muqtada al-Sadr, demolendo il suo potere militare" anziché fare in modo che venisse inserito all'interno del processo politico, ricevette perlopiù apprezzamenti in Occidente, la stampa araba mosse dure critiche nei confronti della gestione di Allawi della situazione di Najaf.

## Membri del Governo ad interim
Stante alle nomine del 28 giugno 2004:
- Presidente: Ghazi Mash'al Ajil al-Yāwar (leader tribale degli Arabi sunniti)
- Vicepresidente: Ibrahim al-Jaafari (Partito Islamico Da'wa)
- Vicepresidente: Rowsch Shaways (Partito Democratico del Kurdistan)
- Primo ministro: Iyad Allawi (Accordo nazionale iracheno)
- Vice-primo ministro per la Sicurezza nazionale: Barham Salih (Unione Patriottica del Kurdistan)
- Ministro per gli affari esteri: Hoshyar Zebari (Partito Democratico del Kurdistan)
- Ministro delle finanze: Adil Abd al-Mahdi (Supremo Consiglio Islamico Iracheno)
- Ministro della difesa: Hazim al-Shaalan (Congresso nazionale iracheno)
- Ministro degli interni: Falah Hassan al-Naqib
- Ministro delle risorse petrolifere: Thamir Ghadhban
- Ministro della giustizia: Malik Dohan al-Hassan (Iraqi Bar Association)
- Ministro dei diritti umani: Bakhtiar Amin
- Ministro dell'energia elettrica: Aiham Alsammarae (Accordo nazionale iracheno)
- Ministro della salute: Alaa Abdessaheb al-Alwan (professore universitario)
- Ministro delle telecomunicazioni: Mohammed Ali Hakim
- Ministro delle abitazioni: Omar Farouk
- Ministro delle opere pubbliche: Nisrin Barwari
- Ministro delle scienze e tecnologie: Rashad Mandan Omar (già Ministro nel precedente Consiglio di governo iracheno dal settembre 2003)
- Ministro della pianificazione: Mahdi al-Hafez (Iraqi Independent Democrats)
- Ministro del commercio: Mohammed al-Joubri
- Ministro dello sport e della gioventù: Ali Faik al-Ghaban (sostenitore del Supremo Consiglio Islamico Iracheno)
- Ministro dei trasporti: Louei Hatim Sultan al-Aris
- Ministro degli affari provinciali: Wael Abdul Latif (Accordo nazionale iracheno)
- Ministro degli affari femminili: Narmin Othman (precedentemente Ministro dell'istruzione nel Kurdistan iracheno dal 1992)
- Ministro dell'immigrazioni e dei rifugiati: Pascal Esho Warda
- Ministro dell'irrigazione: Abdul Latif Rashid (Congresso nazionale iracheno)
- Ministro del lavoro: Leila Abdul-Latif (Accordo nazionale iracheno)
- Ministro dell'istruzione: Sami Mudahfar
- Ministro dell'istruzione superiore: Tahir Albakaa (storico e accademico iracheno)
- Ministro dell'agricoltura: Sawsan Sherif (già Viceministro dell'agricoltura dell'Autorità Provvisoria della Coalizione)
- Ministro della cultura: Mufid Mohammad Jawad al-Jazairi (giornalista e membro del Partito Comunista Iracheno)
- Ministro dell'industria: Hajim al-Hassani (membro del Partito Islamico Iracheno fino al 9 novembre 2004 quando il partito uscì dalla coalizione governativa)
- Sottosegretario di Stato: Qassim Daoud (biologo e politico precedentemente Segretario generale del Movimento democratico iracheno)
- Sottosegretario di Stato: Mamu Farham Othman Pirali
- Sottosegretario di Stato: Adnan al-Janabi (economista e membro del Consiglio dei rappresentanti dell'Iraq nel 1996)